# كابي أو مويني
كابي أو مويني (بالإنجليزية: Cape au Moine)‏ هو أحد جبال سلسلة الألب السويسرية وجزء من القمة الأم Vanil des Artses يقع في كانتون فود وكانتون فريبورغ، سويسرا. يبلغ ارتفاع الجبل حوالي 1941 متر، بينما يبلغ ارتفاع نتوء الجبل 150 متر.